# Valíd Regragui
Valíd Regragui (arabul: وليد الركراكي, született: Halíd Regragui, Corbeil-Essonnes, 1975. szeptember 23. –), marokkói labdarúgóedző és labdarúgó, jelenleg a marokkói labdarúgó-válogatott szövetségi kapitánya. Sokan méltatták, amiért országa válogatottját a 2022-es világbajnokságon az elődöntőbe vezette, az első afrikai csapatként.

## Statisztika
| Csapat           | -tól                | -ig              | Eredmények | Eredmények | Eredmények | Eredmények | Eredmények |
| Csapat           | -tól                | -ig              | M          | Gy         | D          | V          | Gy%        |
| ---------------- | ------------------- | ---------------- | ---------- | ---------- | ---------- | ---------- | ---------- |
| FUS              | 2014. június 1.     | 2020. január 22. | 234        | 95         | 84         | 55         | 40,60      |
| Al-Duhaíl        | 2020. január 22.    | 2020. október 3. | 20         | 13         | 1          | 6          | 65,00      |
| Vidad Casablanca | 2021. augusztus 10. | 2022. július 29. | 48         | 31         | 10         | 7          | 64,58      |
| Marokkó          | 2022. augusztus 31. | napjainkig       | 10         | 5          | 3          | 2          | 50,00      |
| Összesen         | Összesen            | Összesen         | 312        | 144        | 98         | 70         | 46,15      |

## Sikerek, díjak

### Játékosként
Ajaccio
- Francia másodosztály: 2001–2002

### Edzőként
FUS
- Marokkói bajnok: 2015–2016[2]
- Marokkói kupa: 2013–2014[2]

Al-Duhail
- Katari bajnok: 2019–20[2]

Vidad Casablanca
- Marokkói bajnok: 2021–2022[2]
- CAF-bajnokok ligája: 2021–2022[3]

Egyéni
- Marokkói bajnokság legjobb edzője: 2015–2016,[4] 2021–2022[5]